# 김동혁 (음악가)
김동혁(1976년 6월 10일 ~ )은 대한민국의 작곡가이다.
1996년 록 음악 키보디스트 첫 데뷔한 그는 이후 2003년 N.EX.T (넥스트)의 5기 멤버로 합류하였고, 2004년에 N.EX.T의 5집 앨범 《The Return of N.EX.T Part 3: 개한민국》으로 데뷔와 동시에 활동을 시작했다. 2005년에는 스키조의 허재훈과 'DZ'라는 2인조 듀오를 잠시 결성해서 활동하기도 하였으며, 영화 《싸움의 기술》, 《조폭 마누라 3》 등의 OST에 참여했다. 2008년부터는 닥터코어 911의 멤버가 되었으며, 현재 드라마 OST 작·편곡과 여러 아티스트의 앨범 프로듀서 및 키보디스트를 맡고 있다.

## 학력
- 중앙대학교 사범대학 부속고등학교 졸업(1995년 2월)
- 뮤지션스 인스티튜트 학사(2000년 8월)